# Barbara Radziwiłłówna (opera)
Barbara Radziwiłłówna – polska opera w czterech aktach skomponowana przez Henryka Jareckiego w 1888 roku.

## Historia
Libretto do opery napisał Adolf Kitschman według trzyaktowego dramatu z epilogiem Barbara, jeszcze Gasztołdowa żona polskiego dramatopisarza Dominika Magnuszewskiego z 1843 roku. Tematem działa jest legenda o otruciu Barbary przez królową Bonę, żonę Zygmunta Starego. Premiera odbyła się w Teatrze Skarbkowskim we Lwowie 6 marca 1893 roku. Orkiestra i Chór Teatru Wielkiego – Opery Narodowej wystawiły wersję koncertową opery w 2022 roku, premiera warszawska odbyła się 13 marca 2022 roku (dyrygent Marta Kluczyńska, przygotowanie chóru Mirosław Janowski).

## Osoby
Szereg przedstawionych postaci to osoby historyczne:
- Bona Sforza (mezzosopran)
- Zygmunt August (tenor)
- Gasztołd wojewoda trocki (baryton)
- Barbara Radziwiłłówna (sopran)
- Albert książę pruski (bas)
- Jan Ocieski kanclerz (baryton)
- Książę Radziwiłł (bas)
- Piotr Kmita senator (baryton)
- Górka senator (baryton)
- Luzzi dwórka (mezzosopran)
- Palli dwórka (sopran)
- Montio medyk (bas)
- Stańczyk (baryton)